# 林卓磨
林 卓磨（はやし たくま、1985年9月17日 -）は、地方競馬の荒尾競馬場中尾信一厩舎所属の元騎手である。勝負服の柄は胴白・赤山形一本輪、袖赤。愛知県出身、血液型A型。地方競馬教養センター騎手課程第78期生。

## 来歴
2003年9月29日付けで地方競馬騎手免許を取得。同年10月21日第11回荒尾競馬1日目第1競走アラ系B3条件戦チェスナットボーイで初騎乗（9頭立て1番人気2着）。同年11月5日第11回荒尾競馬6日目第2競走アラ系B3条件戦をチェスナットボーイで優勝（9頭立て1番人気）し、初勝利。
2006年5月31日第3回荒尾競馬4日目第10競走B2条件戦ジェネスジョニーの騎乗（9頭立て7番人気4着）を最後に騎手免許を返上し、引退した。
地方通算成績は785戦75勝・2着88回・3着104回・勝率9.6%・連対率20.8%